# Live in Scandinavia
Live in Scandinavia è il primo album live della cantautrice norvegese Ane Brun, pubblicato nel 2007.

## Tracce
Testi e musiche di Ane Brun, eccetto se diversamente indicato.
1. Are They Saying Goodbye – 4:13 (Ane Brun, Syd Matters)
2. To Let Myself Go – 3:21
3. Rubber & Soul – 3:30
4. This Voice – 2:53
5. My Lover Will Go – 4:54
6. Temporary Dive – 5:05
7. Balloon Ranger – 3:30
8. So You Did It Again – 2:31
9. The Dancer – 5:07 (Ane Brun, PJ Harvey)
10. Changing of the Seasons/Fight Song – 9:05
11. Where Friends Rhymes with End – 3:59
12. So Real – 1:59 (Jeff Buckley)
13. Song No 6 – 4:59
14. Lift Me (feat. Sivert Höyem) – 5:23 (Frode Jacobsen, Madrugada)
15. Drowning in Those Eyes – 3:17
16. On Off – 4:46
17. Laid in Earth – 4:13 (Ane Brun, Henry Purcell)